# Litophyton viridis
Litophyton viridis is een zachte koraalsoort uit de familie Alcyoniidae. De koraalsoort komt uit het geslacht Litophyton. Litophyton viridis werd in 1898 voor het eerst wetenschappelijk beschreven door May. 